# 名古屋市立南陽中学校
名古屋市立南陽中学校（なごやしりつなんようちゅうがっこう）とは、愛知県名古屋市港区春田野三丁目にある公立中学校。

## 概要
港区西部に位置しており、閑静な住宅地の広がる福田小学区、福春小学区と自然が豊かな西福田小学区にまたがる校区で、港区内でも比較的歴史深い学校である。

## 沿革
- 1947年（昭和22年） 南陽村立南陽中学校として創立
- 1949年（昭和24年） 南陽町立南陽中学校に名称変更
- 1955年（昭和30年） 名古屋市立南陽中学校に名称変更
- 1959年（昭和34年） 伊勢湾台風により被災
- 1968年（昭和43年） 職員棟が火災により焼失
- 1969年（昭和44年） 管理棟・体育館兼講堂竣工
- 1977年（昭和52年） 校訓碑設置
- 1987年（昭和62年） 南陽東中学校が分離・独立
- 1995年（平成07年） スクールランチ開始
- 1996年（平成08年） 開校50周年記念式典
- 2006年（平成18年） 開校60周年
- 2007年（平成19年） 校内バリアフリー工事
- 2016年（平成28年） 開校70周年

## 通学区域
名古屋市立南陽中学校には名古屋市立西福田小学校と名古屋市立福田小学校、名古屋市立福春小学校が校区となる。かつては南側の名古屋市立南陽小学校も校区の範囲であったが、生徒数の増加に伴い名古屋市立南陽東中学校が分離・独立したため、校区から外れることになる。南陽東中学区は以前まで市街化調整区域であったが、イオンモール名古屋茶屋を含む周辺地域において開発整備促進区に指定されたため、一部地域において調整区域から外れることになった。ただ南陽中学校が抱える西福田小学区は未だに外れることはなく続いているため全校児童が200人切りを目前としているが、児童数が一番多い福田小学区は全校児童が630人程となっており、児童数の格差が大きくなりつつある。

## 交通アクセス
主に名古屋市営バスでのアクセスとなる。
- 河合小橋行（幹神宮1、東海12、高畑16系統） - 南陽中学校バス停 徒歩30秒
- 南陽交通広場行（高畑14、春田11、南陽巡回系統） - 南陽中学校バス停 徒歩3分

上記の河合小橋行(幹神宮1、東海12、高畑16系統)と南陽交通広場行(高畑14、春田11、南陽巡回系統)ではバスが停車する停留所が異なる為、大差は無いが距離も異なり、時間を見て訪れる必要がある。